# Austrelater peckorum
Austrelater peckorum là một loài bọ cánh cứng trong họ Elateridae. Loài này được Calder in Calder, Lawrence & Trueman miêu tả khoa học năm 1993.